# 石薬集団
石薬集団有限公司（せきやくしゅうだん-ゆうげんこうし、英: CSPC Phamaceutical Group Ltd.）は中国河北省にある、製薬会社。香港証券取引所に上場している（SEHK 1093）。

## 沿革
- 1984年 - 河北省石家荘市にて、石薬集団の前身である河北製薬集団により設立。
- 1994年 - ビタミンAの製造を開始、同年6月21日に香港証券取引所に上場した。
- 1997年8月21日 - 河北製薬集団は石家荘市の3つの製薬グループと統合、石薬集団となる。
- 2007年 - 石薬集団がコンピュータメーカーのレノボにより買収された[1]。
- 2012年 - 中国製薬集団有限公司は石薬集団有限公司を買収する。
- 2013年3月 - 中国製薬集団有限公司から石薬集団有限公司に社名を変更する。

## 主な製品
ビタミンCや、ペニシリンをはじめとする抗生物質など医薬品原料を主力としている。